# Heckler & Koch VP9
Heckler & Koch VP9, також HK SFP9 — німецький ударниковий самозарядний пістолет. VP9 є третім пістолетом з УСМ, що був розроблений фірмою Heckler & Koch і представлений в червні 2014 року. На виставці IWA Outdoor Classic в Нюрнберзі у 2015 році для європейського ринку було представлено модифікацію VP9, що була позначена як SFP9.

## Історія
За словами виробника, пістолет був у стадії розробки більше ніж 4 роки, назва моделі розшифровується як Vollautomatische Pistole Modell 9. Heckler-Koch VP9 знаменує повернення німецької компанії до ударної технології, що була запущена моделями VP 70 та VP 70 Z і дозволяє HK скласти конкуренцію Glock 17, Walther PPQ та Beretta APX.

## Опис

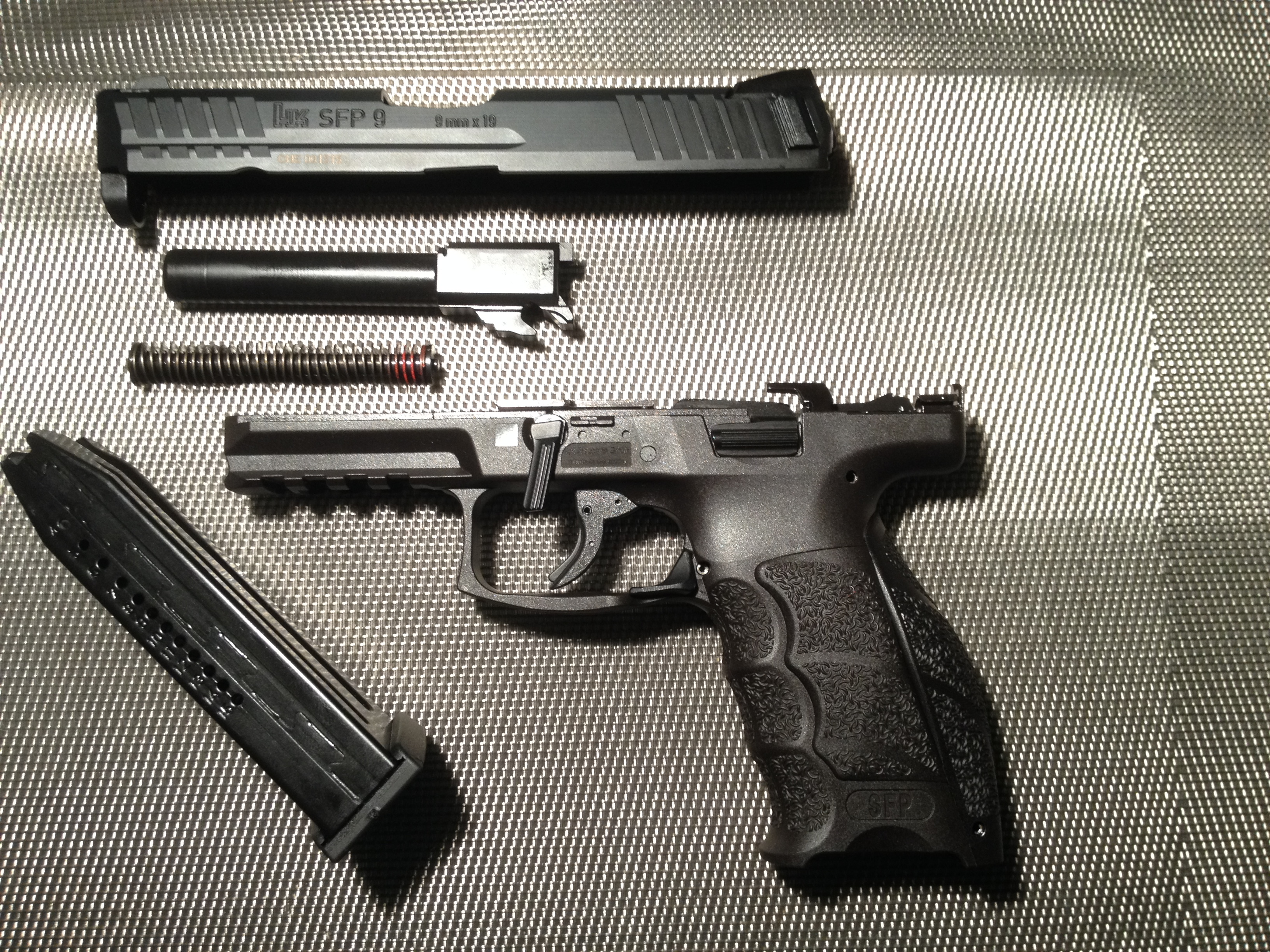
HK-SFP9 розібраний

VP9 має ергономічний дизайн, що включає три знімні накладки для задньої поверхні рукоятки (надаються з кожним пістолетом) і шість бічних панелей для всіх розмірів рук. Всі елементи управління повністю симетричні, що робить пістолет однаково зручним у використанні і для правшів і для шульг.
Рамка пістолета виготовлена з високоміцного армованого полімеру. На нижній поверхні передньої частині рамки є стандартні напрямні Рейки Пікатіні для кріплення допоміжного приладдя, такого як тактичний ліхтар або лазерний цілевказівник.
Пістолет обладнаний запатентованим спусковим гачком з попередньо зведеним ударником і коротким скиданням тригера. Сам ударник зводиться попередньо під час відкату затвора-кожуха, довзведення проводиться натисканням спускового гачка.
Затвор-кожух виконано з неіржавної сталі. На його бічних гранях є велика похила риска, за рискою в тильній частині є по одному виступу з кожного боку, які роблять хват затвора-кожуха більш надійним при ручному досиланні патрона в патронник. Важіль блокування ствола знаходиться на рамці зліва. Важелі двосторонньої затримки затвора розташовані над руків'ям по обидва боки рамки пістолета.
Кнопки скидання магазина розташовані по обох боках від рамки спускового гачка. На задній частині затвора розташовані вертикальні виступи, вони потрібні для більш легкого пересмикування затвора перед першим пострілом. Для від'єднання магазина важіль засувки праворуч або ліворуч необхідно віджати вниз. Магазин має шахове розташування набоїв в два ряди і виходом в один ряд.
Приціл фіксований, складається з мушки та цілика, закріплених в затворі-кожусі типу «ластівчин хвіст».

## Варіанти
- VP9 LE — модель для правоохоронних органів, що має прицільне пристосування з тритієвими точками (для зручності прицілювання в умовах поганого освітлення).
- VP40 — модель з калібром .40 S&W, введена в Сполучених Штатах у 2015 році.
- SFP9-SF — має УСМ із зусиллям спуску 2,4 кг, довжиною ходу спуску 6 мм і зворотним ходом 3 мм[2].
- SFP9-TR — відповідає стандартам безпеки німецької поліції: зусилля спуску — 30-35 Н, довжина ходу спуску — 11 мм, зворотній хід — 5 мм[3].
- SFP9-M — модель стійка до морської корозії[4].

## У масовій культурі
- У 2015 році в фільмі 007: Спектр, Деніел Крейг, в ролі Джеймса Бонда, користується HK VP9[5] .